# 13 Geboden (televisieprogramma)
13 Geboden is een 13-delige Vlaamse televisieserie van Maarten Moerkerke, die in 2018 op het publieke net werd uitgezonden door de zender VTM. De thrillerserie met hoofdrollen voor Marie Vinck en Dirk Van Dijck speelt zich af in Aalst. Schrijvers voor de serie waren Rita Bossaer, Dirk Nielandt, Lieven Scheerlinck, Nele Meirhaeghe, Geert Verbanck, Maarten Moerkerke, Koen Sonck en Frauke Heyde, naar een idee van Ed Vanderweyden.
De serie werd opgenomen van 3 november 2015 tot 22 april 2016. De Pupillensite aan de Graanmarkt in het centrum van Aalst werd in de serie het politiebureau, andere locaties werden geselecteerd in de deelgemeenten van de Oost-Vlaamse stad.
De serie werd na montage geselecteerd voor het "Panorama International" van het prestigieuze jaarlijkse televisiefestival ‘Séries Mania’ waarvan de achtste editie van 13 tot 23 april 2017 liep in Parijs en kreeg hiermee als 13 Commandments al veel internationale professionele aandacht. Internationale distributie gebeurt door Attraction Distribution. De internationale verkoop van de reeks ligt bij Double Dutch International.
De reeks is sinds 30 augustus 2019 in onder andere Nederland te zien via online streamingplatform Netflix.

## Verhaal
In Aalst werd een 16-jarig Turks meisje de keel overgesneden. De politie gaat uit van een eremoord en heeft daarvoor een verdachte. Niemand van de familie spreekt, waardoor de zaak dreigt vast te lopen. De dag nadien ligt de verdachte zwaar verbrand maar nog in leven onder een brug. Op de brug werd in graffiti Bovenal bemin één God gespoten.
Iemand die zichzelf Mozes noemt, begaat vervolgens misdaad na misdaad, telkens geïnspireerd door een van de tien geboden:
- Bovenal bemin één God.
- Zweer niet ijdel, vloek noch spot.
- Heilig steeds de dag des Heren.
- Vader, moeder zult gij eren.
- Dood niet, geef geen ergernis.
- Doe nooit wat onkuisheid is.
- Vlucht het stelen en bedriegen,
- ook de achterklap en ’t liegen.
- Wees steeds kuis in uw gemoed
- en begeer nooit iemands goed.

Hij wil de maatschappij wakker schudden en laten nadenken over normen en waarden. Overtreders van de regels worden meedogenloos gestraft. Het is aan twee politie-inspecteurs om de jacht op de dader aan te gaan. De ambitieuze Vicky Degraeve (Marie Vinck) en de oudere, wat uitbollende Peter Devriendt (Dirk Van Dijck) zitten op de zaak en botsen meer en meer op de sympathie die de seriedader ondanks de wreedheden die hij begaat, toch van de publieke opinie krijgt.

## Cast
| Acteur                | Personage             | Afleveringen | Reden van vertrek | Info                                                                        |
| --------------------- | --------------------- | ------------ | --- | --------------------------------------------------------------------------- |
| Marie Vinck           | Vicky Degraeve        | 1-13         | / | Inspecteur, voordien werkzaam bij POSA Dochter van Georges & Mevr. Degraeve |
| Dirk Van Dijck        | Peter Devriendt       | 1-13         | / | Vader van Sara Ex van Chantal Inspecteur                                    |
| Karlijn Sileghem      | Liesbet Dujardin      | 1-13         | / | Commissaris Gerechtelijke Politie                                           |
| Koen Van Impe         | Tony Vermeire         | 7-13         | / | Inspecteur Federale Politie Brussel                                         |
| Bert Haelvoet         | Simon Roelandts       | 1-7          | Neemt ontslag nadat bekend geraakte dat hij gelogen had tegen comité P                                                  | (Ex)- Inspecteur                                                            |
| Ella Leyers           | Paulien Rooze         | 1-13         | / | Computertechnicus van het team voordien partner van Peter                   |
| Tom Ternest           | Marnix Santermans     | 1-6          | Pleegt zelfmoord nadat Mozes een filmpje over hem verspreidde en zo de waarheid over het schietincident naar boven kwam | (Ex) inspecteur                                                             |
| Hilde De Baerdemaeker | Sofie Vandekerckhoven | 1-4, 7-9     | Uit beeld verdwenen nadat Hristo in coma is beland                                                                      | Advocaat van verschillende verdachten in de zaak                            |
| Kurt Rogiers          | Alain                 | 8-11         | Uit beeld verdwenen nadat de politie hem heeft bevrijd.                                                                 | Opdrachtgever van de overval op zijn moeder                                 |
| Jeroen Perceval       | Felix Monnet          | 4-13         | / | Vriend van Vicky en betrokken bij het ongeluk van Vicky en haar moeder      |
| Line Pillet           | Sara Devriendt        | 1-13         | Wordt door haar vader opgenomen in een afkickkliniek                                                                    | Dochter van Peter en Chantal                                                |
| Katelijne Verbeke     | Chantal Theunissen    | 1-13         | / | Ex van Peter moeder van Sara                                                |
| Lola Rose Delany      | Blue                  | 1-13         | / | Dochter van Kelly en buurmeisje van Peter                                   |
| Kim Hertogs           | Kelly                 | 1-13         | / | Moeder van Blue en buurvrouw van Peter                                      |
| Hans De munter        | Georges Degraeve      | 1-13         | / | Vader van Vicky eigenaar van Immo Degraeve                                  |
| Karen Vanparys        | Moeder Degraeve       | 1-13         | / | Moeder van Vicky en vrouw van Georges                                       |
| Joke Devynck          | Sandy                 | 1-6          | Vertrekt nadat haar Zoon ontdekt dat ze werkzaam is in de prostitutie                                                   | Vaste prostituee van Peter en moeder van Brent                              |